# Le Joueur d'échecs (film, 2021)
Pour les articles homonymes, voir Le Joueur d'échecs (homonymie).
Pour plus de détails, voir Fiche technique et Distribution.
Le Joueur d'échecs (titre original : Schachnovelle) est un film germano-autrichien réalisé par Philipp Stölzl sorti en 2021.
Le film est l'adaptation de nouvelle du même nom de Stefan Zweig.

## Synopsis
Le film raconte deux intrigues distinctes en parallèle dans de nombreux montages alternés.
Mars 1938, à Vienne : Le notaire Josef Bartok a sous-estimé jusqu'au bout le danger qu'Hitler représentait pour l'Autriche et fut surpris par l'annexion de l'Autriche à l'Allemagne nazie. Ce n'est qu'à la dernière minute qu'il force sa femme Anna à fuir. Les nazis l'arrêtent et l'emmènent à l'Hôtel Métropole, transformé en siège de la Gestapo à Vienne. Franz-Josef Böhm, haut responsable de la Gestapo, sait que Bartok gère les biens de la vieille noblesse autrichienne et veut qu'il communique les codes d'accès aux comptes étrangers concernés. Bartok refuse et doit être maintenu à l'isolement.
Il est enfermé dans une petite chambre d'hôtel pour une durée indéterminée, avec une fenêtre uniquement donnant sur la morne cour, sans matériel de lecture ni interlocuteur humain. Le manque intellectuel ronge Bartok, qui aspire à des activités intellectuelles. Il ne révèle toujours pas les codes, car il craint d'être tué par la suite. Un heureux hasard lors d'un interrogatoire lui met entre les mains un livre destiné à être brûlé, mais, comme il le découvrira plus tard à sa grande déception, il ne contient pas de littérature, mais plutôt des jeux d'échecs. Bartok ne s'est pas intéressé aux échecs jusqu'à présent, mais pour occuper son esprit, il rejoue les parties, d'abord avec des figures faites de pain sur le carrelage de sa salle de bain, puis plus tard uniquement dans sa tête. Lorsque le livre lui est retiré, il joue à de nouveaux jeux dans sa tête. Les échecs, la seule activité possible, envahissent tellement toute sa personnalité que lors des interrogatoires, il n'écrit que les parties d'échecs au lieu des codes requis. Même voir un ami se faire tirer dessus ne le fait pas céder. En guise de punition, son accès à la salle de bain et la fenêtre donnant sur la cour sont murés, de sorte que Bartok doit végéter à la lumière d'une ampoule et ne dispose que d'un seau en métal comme toilette. Après un an d'épreuves, Bartok parvient enfin à "s'échapper" en perdant la tête. Licencié pour incompétence mentale, il signe ses papiers de libération avec Max van Leuwen, le nom d'un maître d'échecs du manuel volé qui a concouru contre le champion du monde Mirko Czentovic en 1928. Finalement, Bartok récupère sa montre-bracelet, qui lui a été confisquée au début de sa peine de prison. Puis il titube, incertain, dans la rue, au soleil.
Dans une histoire parallèle, Bartok voyage en bateau de Rotterdam aux États-Unis sous la nouvelle identité de Max van Leuwen, accompagné de sa femme Anna. Cependant, il s'avère plus tard qu'il imagine seulement la présence d'Anna. Il a des hallucinations et est clairement marqué par sa longue détention à l'isolement. Un tournoi d'échecs se déroule à bord : accompagné de son manager Koller, le champion du monde d'échecs en titre Mirko Czentovic joue simultanément pour de l'argent contre tous ceux qui le souhaitent. Van Leuwen regarde par-dessus l'épaule de l'un des adversaires, Owen McConnor, le propriétaire du navire, l'empêche spontanément de faire un mouvement tentant et joue un nul en raison de la situation inférieure. Tous les autres adversaires furent facilement battus par Czentovic. McConnor invite van Leuwen à jouer son propre match contre Czentovic. Pendant ce temps, van Leuwen recommence à avoir des hallucinations, mais finit par gagner. En échange, il reçoit en récompense la montre-bracelet de Czentovic, qui ressemble étonnamment à celle confisquée par la Gestapo.
Les derniers plans montrent Bartok en tant que résident d'un établissement psychiatrique fermé. Il s'assoit au soleil avant une partie d'échecs. À côté de lui est assise une femme qui ressemble à Anna et dont la voix semble familière à Bartok, mais ils se regardent. La femme explique à Bartok qu'elle vient d'Amérique, qu'ils peuvent désormais voyager à nouveau et que la guerre est terminée. Puis elle lui lit l’Odyssée d'Homère, une œuvre qu'il appréciait autrefois. Bartok ne semble plus connaître le livre et est curieux de connaître son contenu. On ne sait toujours pas si Anna rend réellement visite à Bartok, qui souffre peut-être d'une grave amnésie, ou si Bartok a également des hallucinations ici.

## Fiche technique
- Titre : Le Joueur d'échecs
- Titre original : Schachnovelle
- Réalisation : Philipp Stölzl assisté d'Annika Birgel
- Scénario : Eldar Grigorian
- Musique : Ingo Frenzel (de)
- Direction artistique : Matthias Müsse (de)
- Costumes : Tanja Hausner
- Photographie : Thomas Kiennast (de)
- Son : Gunnar Voigt
- Montage : Sven Budelmann
- Production : Tobias Walker, Philipp Worm
- Société de production : Walker + Worm GmbH & Co. KG
- Société de distribution : Constantin-Film
- Pays d'origine :  Allemagne,  Autriche
- Langue : allemand
- Format : Couleurs - 2,39:1 - Dolby - 35 mm
- Genre : Drame
- Durée : 110 minutes
- Dates de sortie :
  -  Allemagne : 23 septembre 2021.
  -  Suisse : 23 septembre 2021.
  -  Autriche : 23 septembre 2021.
  -  Danemark : 14 octobre 2021.
  -  Russie : 14 octobre 2021.
  -  Kazakhstan : 21 octobre 2021.
  -  Ukraine : 2 décembre 2021.
  -  Turquie : 2 décembre 2021.
  -  France : 22 février 2022 (internet).
  -  Israël : 28 avril 2022.
  -  Suède : 2 septembre 2022.

## Distribution
- Oliver Masucci (VF : Yann Guillemot) : Joseph Bartok
- Birgit Minichmayr : Anna Bartok / la visiteuse d'Amérique
- Albrecht Schuch (VF : Gilduin Tissier) : Franz-Josef Böhm / Mirko Czentovic
- Moritz von Treuenfels (de) : le SS-Mann Erich
- Carl Achleitner (de) : M. Faber
- Clemens Berndorff (de) (VF : Didier Cherbuy) : Swoboda
- Eric Bouwer : Wouters
- Lukas Miko (de) (VF : Bernard Bollet) : Gustav Sailer
- Rafael Stachowiak (de) : Harry
- Rolf Lassgård : Owen McConnor
- Andreas Lust (VF : Jérôme Keen) : Johann Prantl
- Samuel Finzi : Alfred Koller
- Joel Basman (VF : Benjamin Bollen) : Willem, le barman
- Johannes Zeiler : Fink
- Maresi Riegner (de) : Klara, la femme de chambre
- Luisa-Céline Gaffron (de) : Fridl

 Source et légende : version française (VF) sur RS Doublage

## Production
Le film est basé sur la nouvelle Le Joueur d'échecs de l'écrivain autrichien Stefan Zweig, mais structure l'histoire de manière complètement différente. Si dans le livre le voyage en bateau est le véritable cadre de l'histoire, dans lequel la captivité n'existe que comme souvenir. Dans le film, la captivité est le récit principal, qui est assoupli scène par scène par le voyage en bateau, elle devient de plus en plus douteuse tandis que le voyage avec tous ses événements, y compris le tournoi d'échecs, serait réel.
Le tournage a lieu de début décembre 2019 à mars 2020 à Vienne, Semmering (Südbahnhotel), Potsdam, Berlin, Munich et ses environs. Les pendules d'échecs utilisées dans le film à l'époque de l'intrigue furent prêtées par le club d'échecs berlinois Schachfreunde Siemensstadt e. V.
Le film devait sortir dans les cinémas allemands, autrichiens et suisses alémaniques le 7 janvier 2021. En raison de la pandémie de COVID-19, la sortie en Allemagne et en Suisse est reporté au 23 septembre 2021, en Autriche au lendemain.

## Récompenses
- Bayerischer Filmpreis 2021
  - Meilleurs producteurs : Tobias Walker, Philipp Worm
  - Meilleur acteur : Oliver Masucci
- Deutscher Filmpreis 2021 :
  - Nomination dans la catégorie "Meilleur long métrage"
  - Nomination dans la catégorie "Meilleur second rôle féminin" : Birgit Minichmayr
  - Nomination dans la catégorie "Meilleur design sonore": Gunnar Voigt, Jan Petzold et Martin Steyer
  - Nomination dans la catégorie "Meilleur décor" : Matthias Müsse
  - Prix de la "Meilleure conception de costumes"  : Tanja Hausner
  - Nomination dans la catégorie "Meilleure image de maquillage" : Daniela Skala
  - Nomination dans la catégorie "Meilleurs effets visuels" : Michael Wortmann
- Prix du cinéma autrichien 2022
  - Nomination dans la catégorie "Meilleure actrice féminine" (Birgit Minichmayr)
  - Nomination dans la catégorie "Meilleur second rôle féminin" (Maresi Riegner)
  - Nomination dans la catégorie "Meilleur second rôle masculin" (Lukas Miko)
  - Nomination dans la catégorie "Meilleure photographie" (Thomas Kiennast)
  - Prix de la "Meilleure création de costumes" (Tanja Hausner)
  - Nomination dans la catégorie "Meilleur maquillage" (Daniela skala)

## Source de la traduction
- (de) Cet article est partiellement ou en totalité issu de l’article de Wikipédia en allemand intitulé « Schachnovelle (2021) » (voir la liste des auteurs).